# VMRO-DPMNE
Notranja mаkedonskа revolucionarna organizacija – Demokratska stranka zа mаkedonsko narodno enotnost (makedonsko Внатрешна македонска револуционерна организација – Демократска партија за македонско национално единство, Vnatrešna makedonska revolucionerna organizacija – Demokratska partija za makedonsko nacionalno edinstvo, okrajšava VMRO-DPMNE) je politična stranka v Severni Makedoniji, ki se uvršča na politično desnico.